# 간이벽온방(언해)
간이벽온방(언해)(簡易辟瘟方(諺解))는 인천광역시 연수구 가천박물관에 있는 조선시대의 금속활자본 책이다. 1997년 6월 12일 대한민국의 보물 제1249호로 지정되었다.

## 개요
간이벽온방은 조선 중종 때 의관 박순몽, 박세거 등이 임금의 명에 의해 온역(瘟疫: 전염병)치료에 대한 약방문을 모아 엮은 의학서적이다. 
중종 19년(1524) 가을에 평안도 전지역에 여역(전염성 열병)이 번지자 치료에 필요한 약방문을 책으로 엮어 한글로 번역하여 중종 20년(1525)에 널리 보급하였다. 그러나 현재 초간본은 전하여지지 않고 선조 11년(1578)의 을해자와, 광해군 5년(1613)에 훈련도감자로 발행한 중간본이 전한다.
이 책은 선조 11년(1578)의 중간본으로서 방점이 없는 16세기 국어연구 자료일뿐만 아니라 의학사 연구자료로 그 가치가 있다.

## 참고 자료
- 간이벽온방(언해) - 국가유산청 국가유산포털